# Kőszegi Diána
Kőszegi Diána (Budapest, 1983. augusztus 14. –) profi 1 danos gojátékos.

## Életrajza
9 éves korában kezdett gózni, a go alapjait édesapjától tanulta. 11 évesen kezdte el tanítani Pocsai Tibor, aki 1988-ban Európa-bajnok volt. 1996-ban ismerte meg a 9 profi danos Jaszuda Jaszutosit, akivel Sigeno Juki segítségével tudta tartani a kapcsolatot. 1998-ban az Amatőr Go Világbajnokságon 9. helyezést ért el, és ennek hatására Japánba és Koreába is meghívták, hogy tanuljon ott mint inszei, de a szülei a korára való tekintettel ezt nem engedték. 2000 márciusában megnyerte az ifjúsági Európa-bajnokságot, miután az előző kettőn második lett, majd ugyanebben az évben magyar gobajnok lett. 2001-ben másfél hónapot töltött Japánban Kobajasi Csizu és Szatoru jóvoltából. 2003-ban a Koreában rendezett Világbajnokságon is részt vett, és a KimWon Baduk Akadémiára, Mr Eo Jong Soo (7 dan, koreai amatőr) jóvoltából kapott egy meghívást. 2004-ben utazott ki először 3 hónapra Koreába, ahonnan ekkor még vissza kellett térnie, mivel nem tudta meghosszabbítania a vízumát. 2005-től a koreai Myongji egyetemen tanul. 2008-ban a koreai goszövetségtől (harmadik európaiként) megkapta a tiszteletbeli profi danos címet.